# Юр'євка (Акбулацький район)
Ю́р'євка (рос. Юрьевка) — село у складі Акбулацького району Оренбурзької області, Росія.

## Населення
Населення — 26 осіб (2010; 202 у 2002).
Національний склад (станом на 2002 рік):
- казахи — 70 %